# Ведречинка
Ведре́чинка — небольшая река в Сарапульском и Камбарском районах Удмуртии (Россия), правый приток Шольи. Длина реки — 11 км. Высота истока — 170 м над уровнем моря.
Начинается среди тайги в урочище Власово, течёт на юго-восток, впадает в реку Шолья около деревни Ведрец. Река неширокая, берега обрывистые, поросшие лесом (сосновым и берёзовым). На речке стоит село Ведрец, у которого на реке созданы запруды.